# فیلسدورف
فیلسدورف (به لاتین: Filsdorf) یک منطقهٔ مسکونی در لوکزامبورگ است که در دالهایم واقع شده‌است. فیلسدورف ۳۵۶ نفر جمعیت دارد و ۲۸۸ متر بالاتر از سطح دریا واقع شده‌است.